# أدريان تريبل
ادريان تريبيل (10 مارس 1991 في فرنسا - ) (بالفرنسية: Adrien Trebel) هو لاعب كرة قدم فرنسي في مركز الوسط. شارك مع منتخب فرنسا تحت 20 سنة لكرة القدم. أما مع النوادي، فقد لعب مع ستاندارد لييج ونادي نانت وRSC Anderlecht (women) ‏.

## وصلات خارجية
- ادريان تريبيل على موقع الاتحاد الأوربي (الإنجليزية)
- ادريان تريبيل على موقع قاعدة بيانات كرة القدم.إي يو (الإنجليزية)
- ادريان تريبيل على موقع ليكيب (الفرنسية)
- ادريان تريبيل على موقع Soccerway.com (الإنجليزية)
- ادريان تريبيل على موقع عالم كرة القدم.نت (الإنجليزية)
- ادريان تريبيل على موقع AS.com (الإسبانية)